# Pseudotrypauchen multiradiatus
Pseudotrypauchen multiradiatus es una especie de pez de la familia de los Gobiidae en el orden de los Perciformes.

## Morfología
- Los machos pueden llegar a alcanzar los 9 cm de longitud total.
- Número de vértebras: 27.[1][2]

## Hábitat
Es un pez de clima tropical y demersal.

## Distribución geográfica
Se encuentran en Asia: la India, Malasia y Indonesia. 

## Observaciones
Es inofensivo para los humanos. 